# Sinop (tiểu vùng)
Sinop là một tiểu vùng thuộc bang Mato Grosso, Brasil. Tiều vùng này có diện tích 49376 km², dân số năm 2007 là 131445 người.